# Margaret Carwood
Margaret Carwood, död efter 1584, var en skotsk hovfunktionär. Hon var hovdam (hovfröken) till Skottlands drottning Maria Stuart 1564–1567. Hon beskrivs som en förtrogen till monarken, och ska ha medverkat i dennas förbindelse med James Hepburn, 4:e earl av Bothwell och omständigheterna kring mordet på Henry Stuart, lord Darnley.
Hon var en medlem av den förmögna familjen Carwood, och anställdes som hovfröken hos Maria Stuart 1564. Hon ska snart ha blivit en av Marias förtrogna och sägs ha varit invigd i alla drottningens hemligheter. 
I mars 1566 åtföljde hon och musikern Bastian Pagez Maria Stuart och Darnley när de flydde från Edinburgh till Dunbar Castle efter mordet på David Rizzio. Carwood ska sedan ha assisterat Maria Stuart i dennas hemliga möten med Bothwell, vilka kulminerade i mordet på Darnley. Hon påstods av samtiden ha varit invigd i Marias och Bothwells hemliga förhållande och gemensamma mord på Darnley. 
Carwood gifte sig 11 februari 1567 med John Stewart of Tulliepowrie and Fincastle. Att Maria Stuart deltog i Carwoods bröllopsfest dagen efter mordet på Darnley kritiserades mycket. Efter bröllopet upphörde Carwoods anställning hos Maria. Hon nämns senast 1584. 